# Arquitectura civil de Jaén
La ciudad de Jaén tiene una riqueza monumental de gran valor arquitectónico y turístico en la que destacan, en el ámbito civil, los siguientes monumentos:

## Castillos

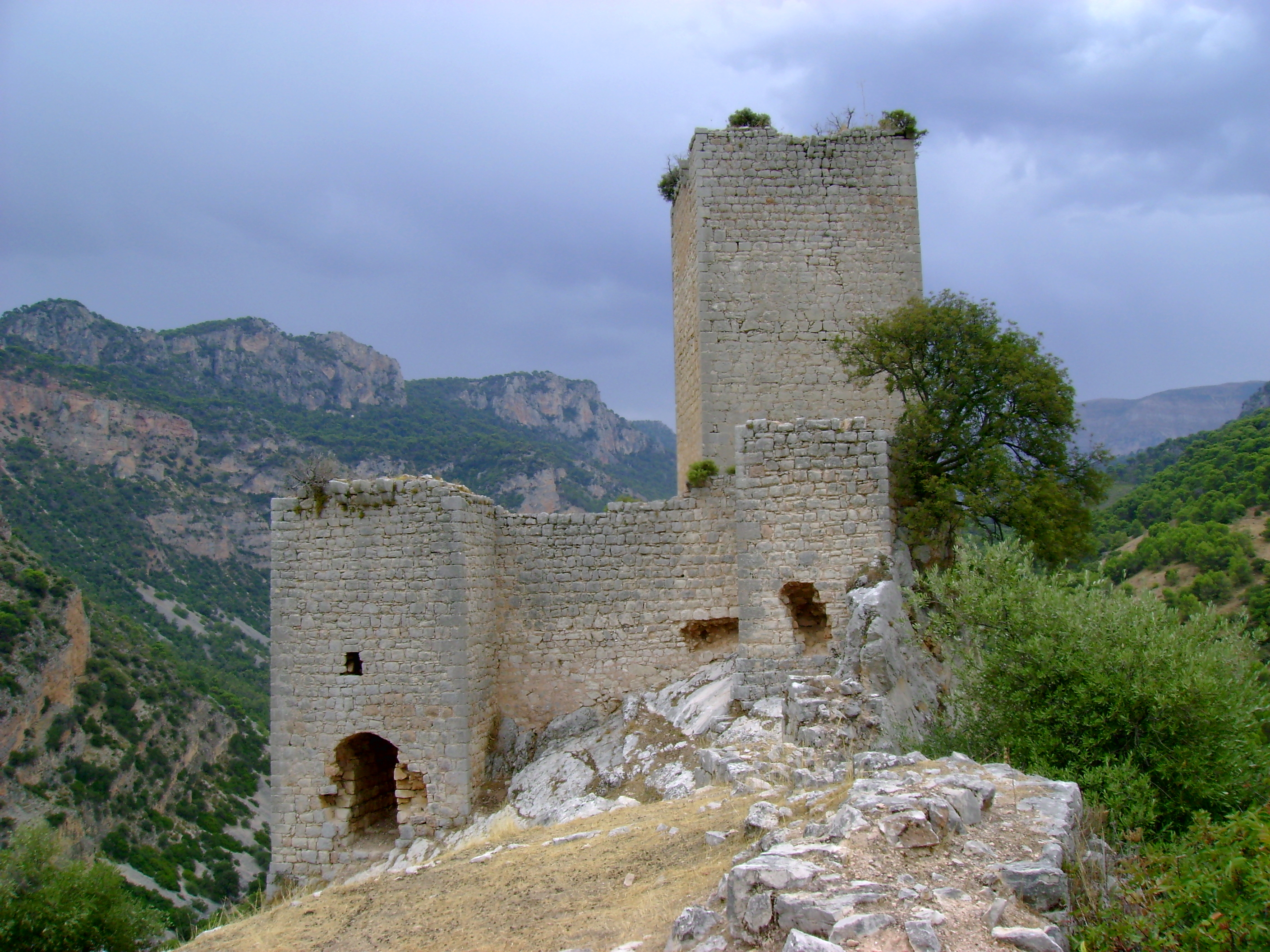
Castillo de Otíñar, a 13 kilómetros al sur del casco urbano.

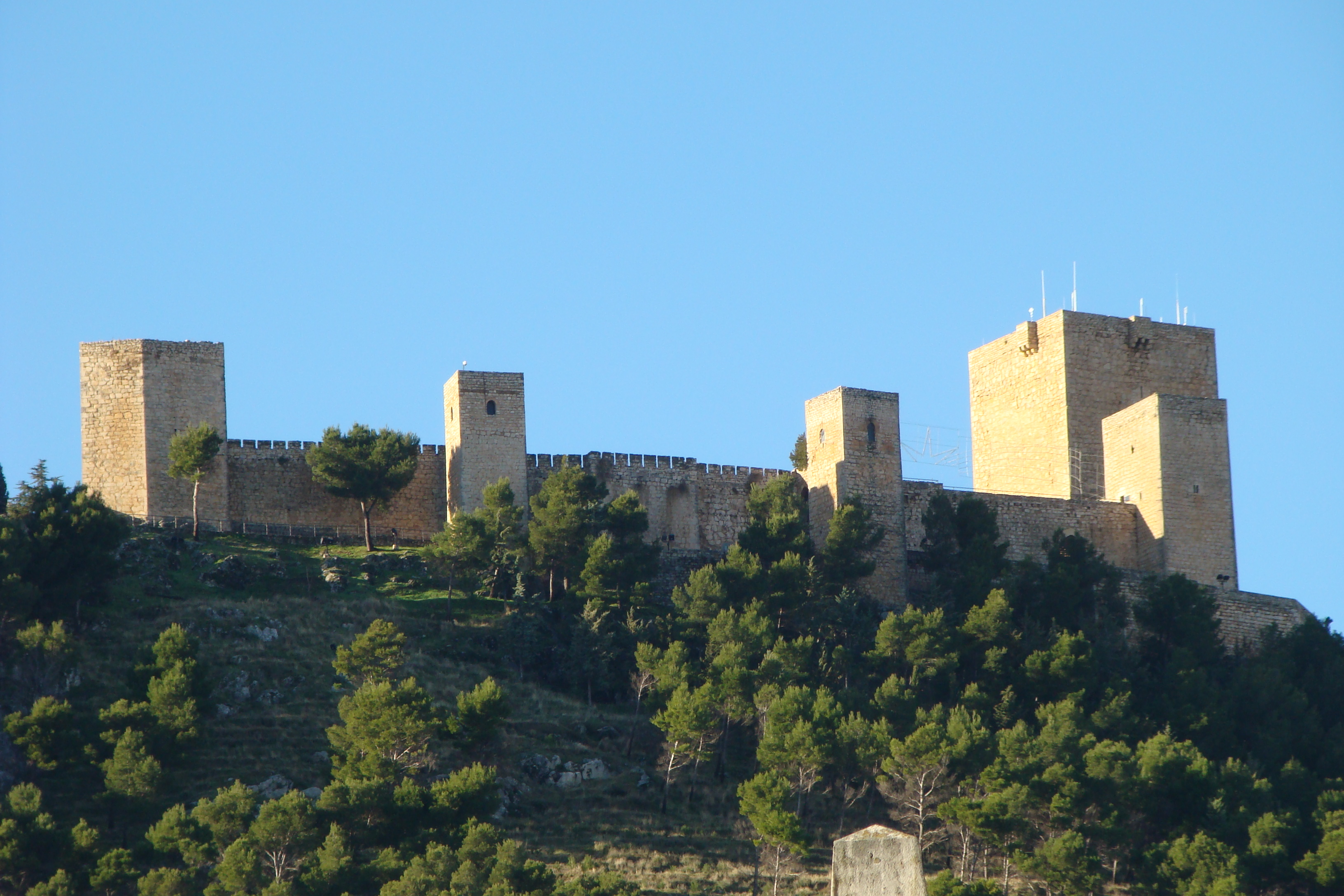
Castillo de Santa Catalina.

### Castillo de Jaén
Imponente conjunto militar que "vuela" sobre la ciudad, integrado por tres recintos (Castillo de Santa Catalina, Alcázar Viejo y Abrehuí). Las vistas desde la zona de la Cruz son de mucho postín. Los orígenes se remontan a Aníbal, que posiblemente construyó las primeras torres y posteriormente fue fortificado y reforzado a lo largo de los siglos. El Alcázar Viejo que albergaba el palacio del rey árabe fue mandado a edificar por Alhamar. La Torre del Homenaje, de cuarenta metros de altura, fue construida por Fernando III, el Santo.

### Castillo de Otiñar
Situado dentro del mismo municipio y a escasos minutos de la capital, merece igual mención el conjunto arqueológico de Otíñar en pleno Parque Periurbano Monte La Sierra, en el que destacan una veintena de abrigos con pinturas rupestres, un dolmen y muralla de la Edad del Bronce, una fortaleza medieval (Castillo de Otiñar) y una aldea del siglo XIX hoy abandonada, la de Santa Cristina.

## Baños árabes
En Jaén capital hay constancia de diversos baños de época andalusí y posteriores. Sin embargo, en la actualidad se pueden visitar dos de ellos, los excepcionales Baños Árabes bajo el palacio de Villardompardo y los Baños Árabes del Naranjo. 
- Los Baños Árabes de Jaén son los mayores que se conservan en Europa, construidos en el período de Abd-Al-Rahman II, están bajo el Palacio de Villardompardo.

- Baños Árabes del Naranjo. En la Plaza de los Caños, junto a la Renacentista fuente del mismo nombre se sitúa el edificio de las Antiguas Carnicerías ( S.XVIII) y en su interior se conservan partes de los antiguos baños del Naranjo. Son visitables y el edificio acoge diversas exposiciones y actividades culturales todo el año, así como colección destacada de pintura en la planta superior.

## Palacios

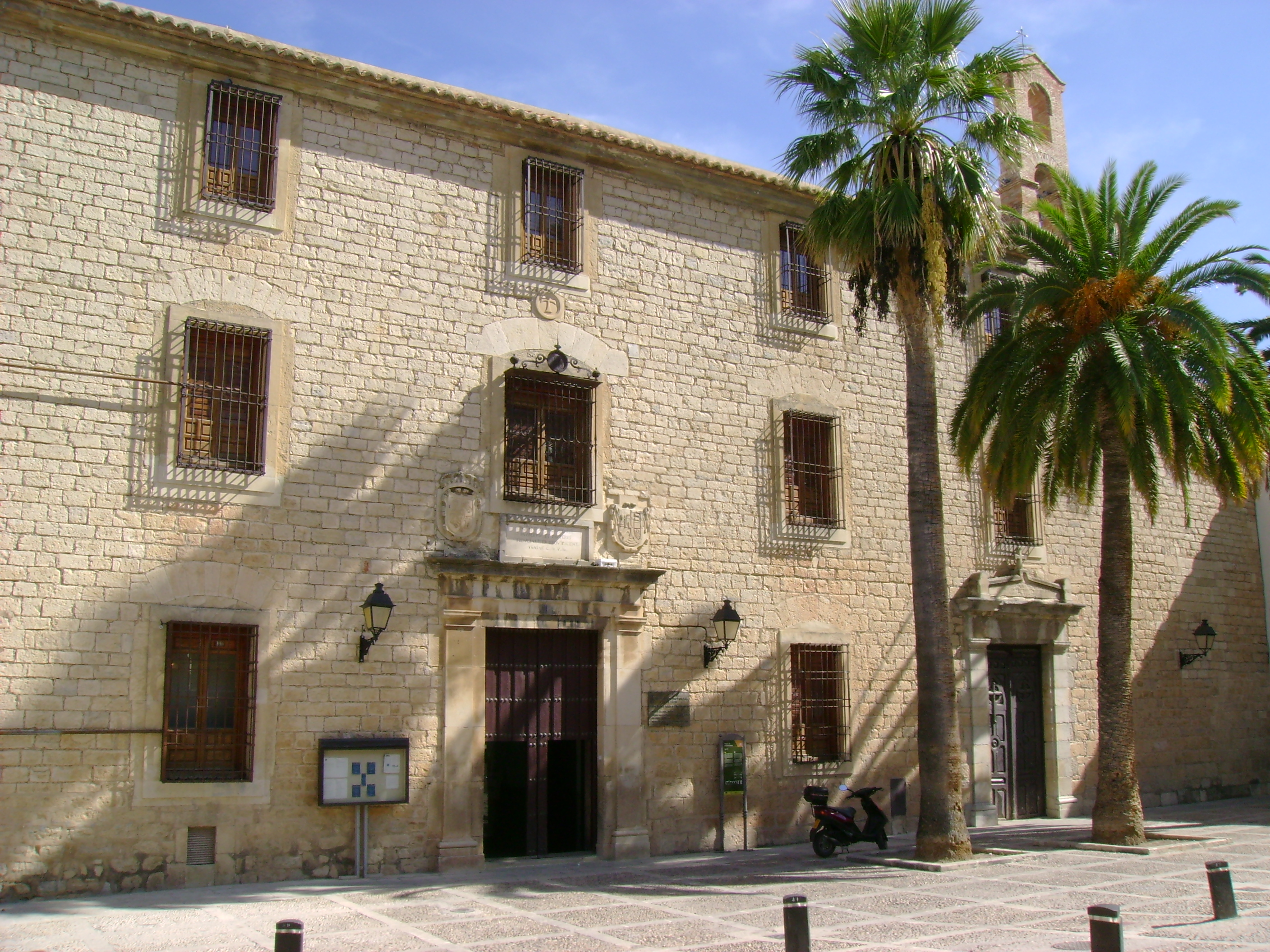
Palacio de Villardompardo.

### Palacio de Villardompardo
El Palacio de Villardompardo es un edificio construido a finales del siglo XVI por el Virrey de Perú don Fernando de Torres, obtuvo la consideración de monumento histórico–artístico en 1931, alberga en la actualidad el Museo de Artes y Costumbres Populares y el Museo de Arte Naïf.

### Otros Palacios o Edificios solariegos destacados

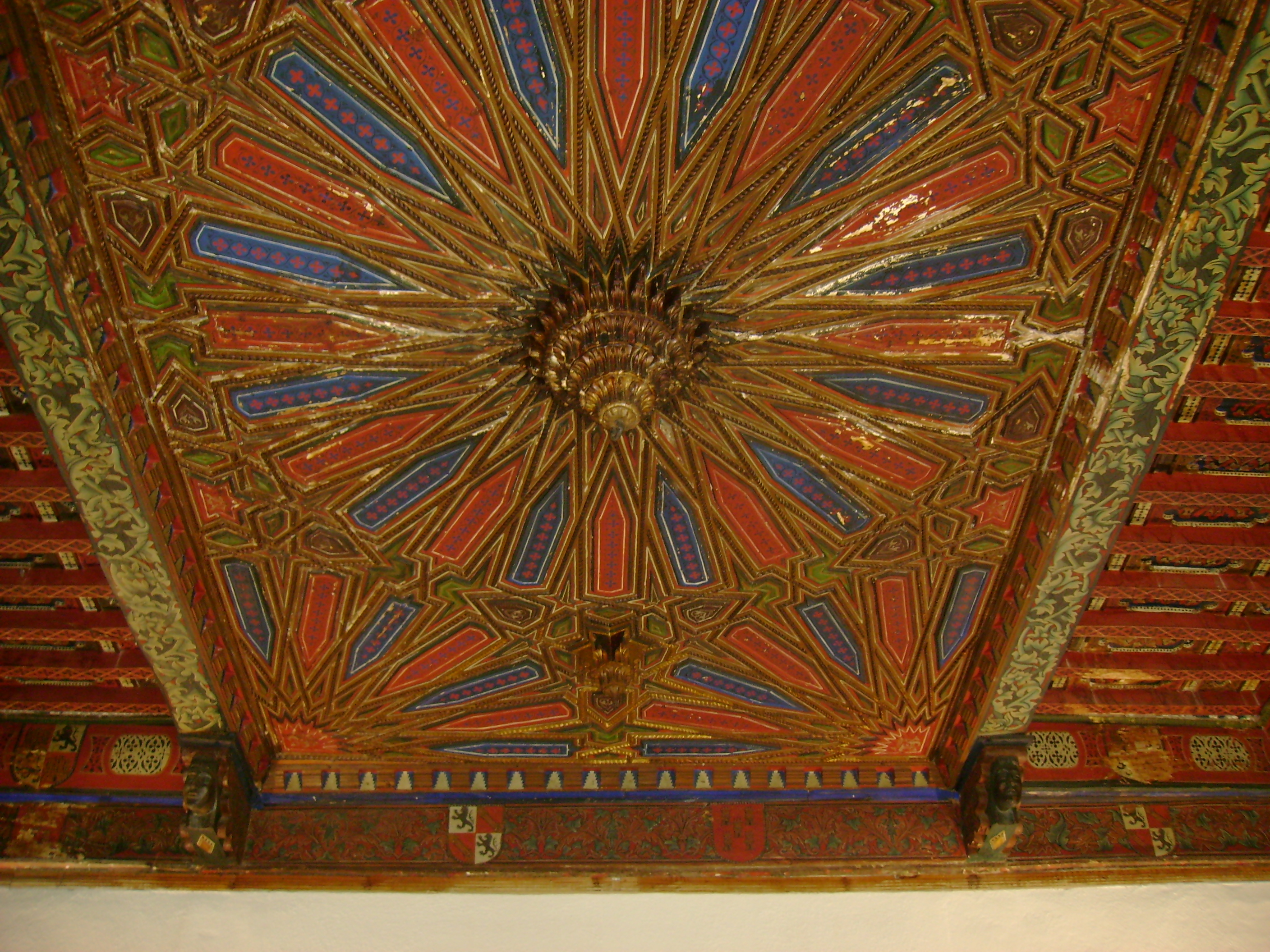
Artesonado del Salón Mudéjar del Palacio del Condestable Iranzo.

- Palacio Provincial: Sede de la Diputación Provincial de Jaén. Fue residencia de Fernando III el Santo, cuando se conquistó la ciudad. Pedro I entregó el convento a los Franciscanos en 1.354 y estos a su vez a los Observantes en 1.524. Se construyó sobre la base de un proyecto, redactado en 1.871, por el arquitecto Jorge Porrúa, premiado en la Exposición Provincial de 1.878. Es un edificio de planta tradicional al estilo del palacio italiano renacentista. Espacio abierto a un gran patio interior, dos plantas y sótanos, bien distribuidos, con un hemiciclo al norte, que, al exterior, tiene forma de ábside. La fachada principal, a la plaza de San Francisco, con una portada en el centro resaltada con un triple vano de arcos de medio punto. Ventanas, con balcón corrido en el segundo piso, y un remate de frontón con un reloj y el escudo de la provincia.

- Palacio Municipal (Ayuntamiento)
- Palacio de los Vilches[1]
- Palacio del Condestable Iranzo ( destaca en él sus yeserías y artesonados mudéjares)
- Palacio de los Uribe (demolido)
- Palacio de los Vélez, sede del Colegio Oficial de Arquitectos de Jaén.[2]
- Palacio de los Cobaleda Nicuesa o Casa del Deán
- Palacio del Vizconde de los Villares o del Conde-Duque
- Palacio del Capitán Quesada (S. XVI) hoy es sede de la Gerencia de Urbanismo.
- Palacio del Museo de Jaén, con las hermosas portadas trasladadas del Pósito y de San Miguel.
- Palacio de los Torres de Navarra,[3] actual sede del IMEFE.[4]
- Palacio de los Condes de Corbull ( S.XIX). En la emblemática calle Carrera de Jesús, hoy alberga un residencia de ancianos.

## Fuentes

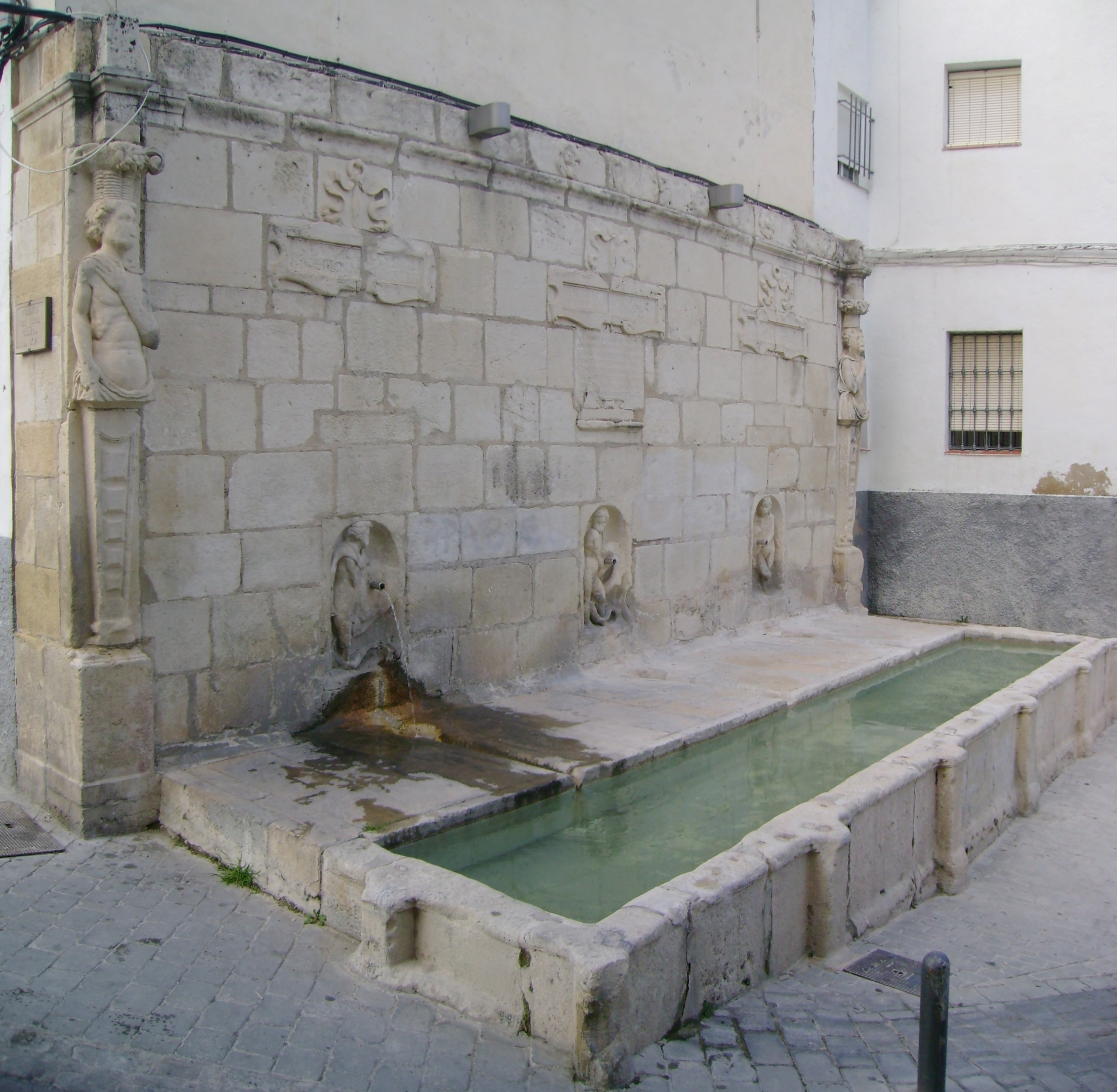
Fuente de los Caños.

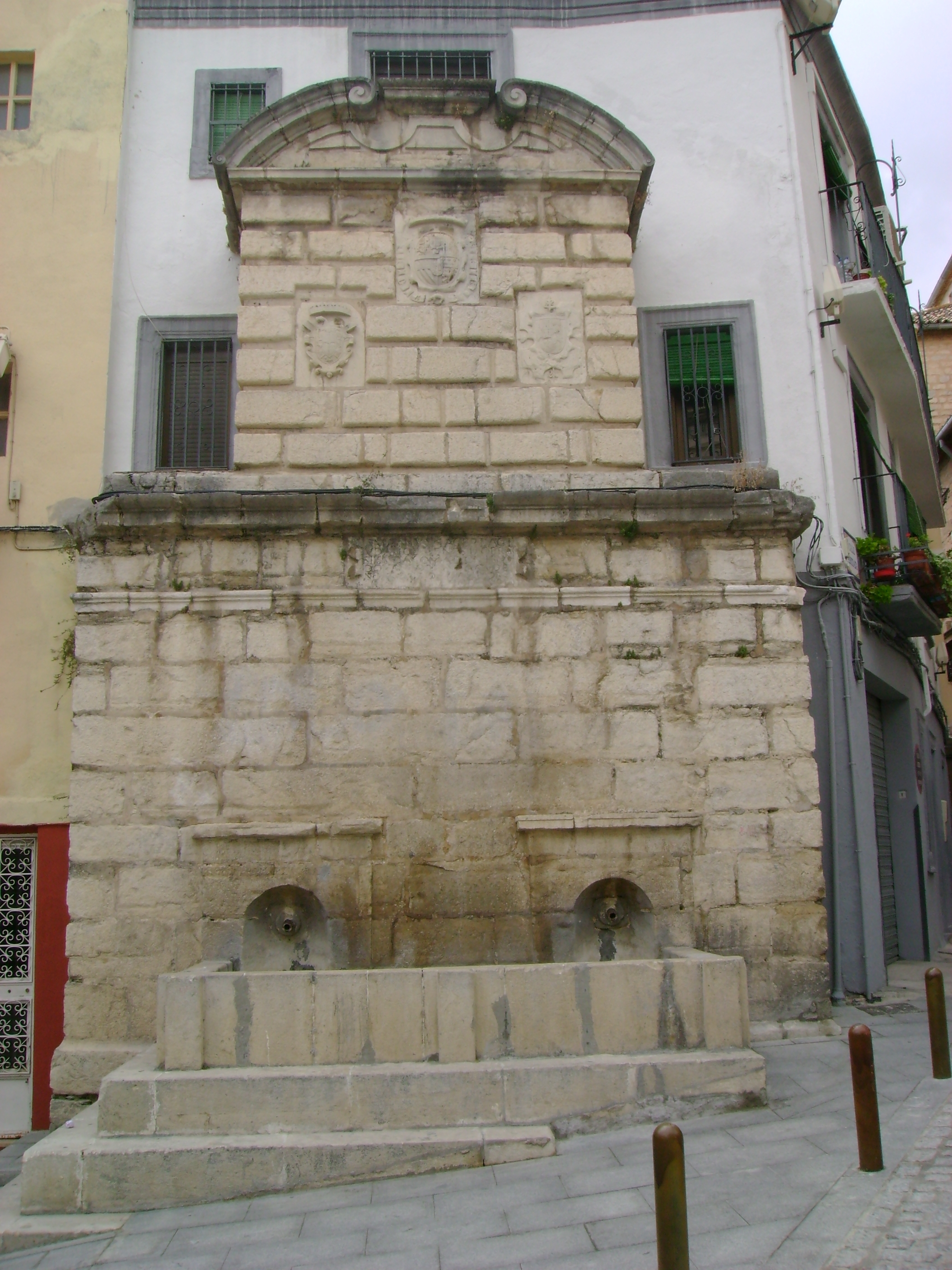
Fuente Nueva del Conde de Torralba.

## Otros monumentos destacados

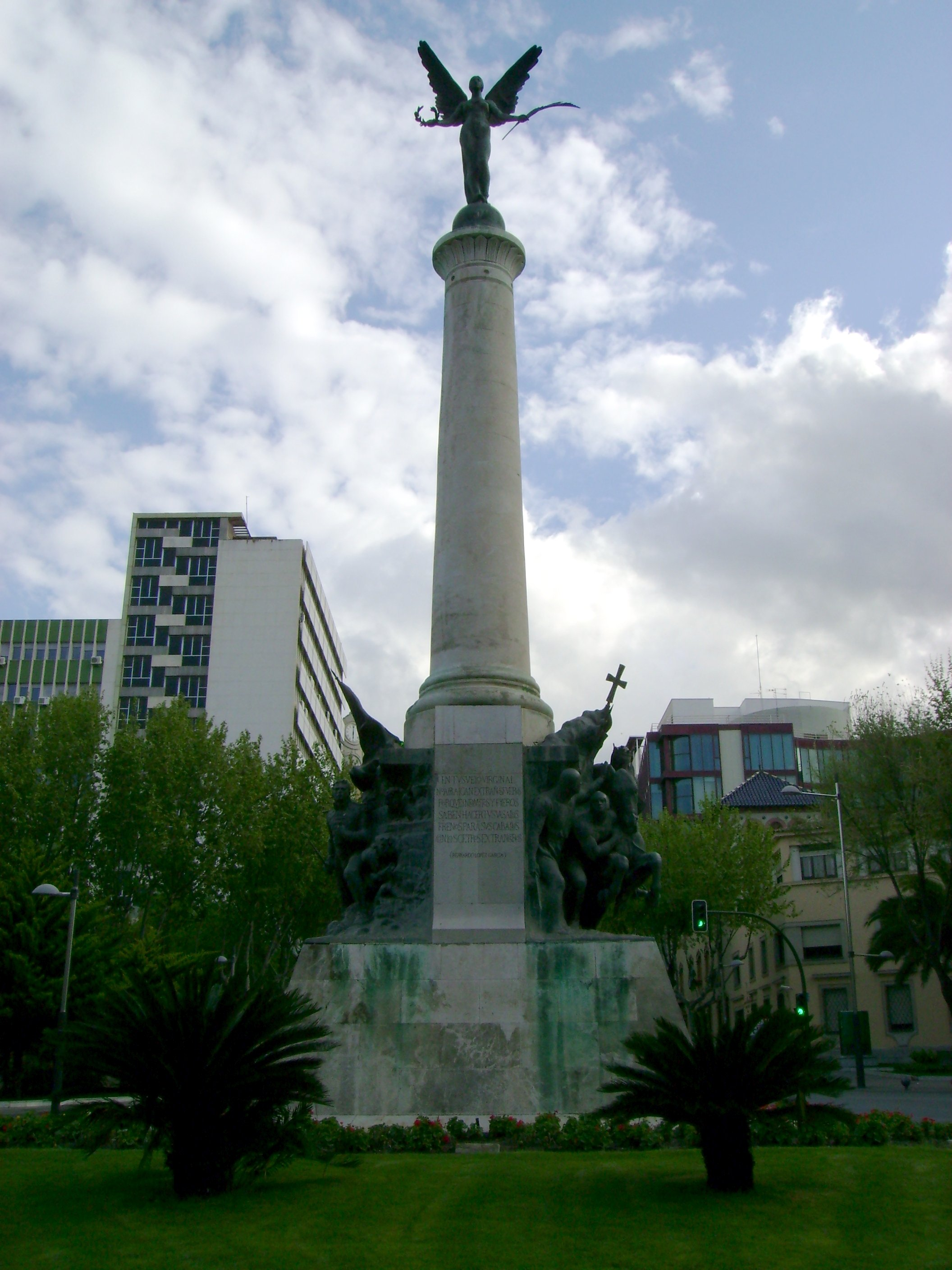
Monumento de las Batallas.

- Las Murallas de Jaén: Fortificación que rodeaba la antigua ciudad de Jaén de la cual se conservan aún notables restos. En esta se abrían hasta doce puertas, de las cuales sólo queda la Puerta del Ángel y restos de la Puerta de Martos.

- Monumento a las Batallas:[8]  De 1910. Robusta columna conmemorativa coronada por Niké, la diosa griega de la Victoria. Se encuentra en la Plaza de las Batallas, punto neurálgico de la capital, conmemorando dos batallas que marcaron el devenir de Jaén y España: la Batalla de las Navas de Tolosa en el año 1212, y la Batalla de Bailén, en 1808.

- Carnicerías: Edificio monumental construido en 1736 para instalar las carnicerías públicas de la ciudad. Presenta una fachada de gran belleza con escudos nobiliarios y una inscripción alusiva a su fin. El interior fue remodelado en 1920, construyéndose un patio neomudéjar, para instalar un grupo escolar. A finales de los años 90 se han localizado bajo sus cimientos los baños árabes denominados Baños del Naranjo, del siglo XI. Se encuentra en la Plaza de los Caños. Será la futura sede de la Casa Sefarad-Israel.[9]

- Edificio Moneo: construido para albergar la sede del Banco de España en la ciudad, está cerrado desde 2004 a la espera de un nuevo uso.[10]

- Puente de las Tablas: construido en 1778 sobre el río Guadalbullón en el barrio del Puente Tablas.

Completan el nuevo Teatro Infanta Leonor, el Arco del Consuelo, Jabalcuz, la Casa de los Priores, etc.